# Daniel Gouët
Daniel Gouët (Concepción, Chile, 5 de octubre de 1987) es un piloto chileno de motociclismo. Entre sus logros destaca el haber ganado el Rally de Atacama en el año 2011, así como el Campeonato Chileno de Rally Cross Country en la categoría Bajas 300 en el año 2017. También participó del Rally Dakar 2013, en el cual quedó en el puesto número 12 de la general.

## Palmarés
Todos los podios en la categoría motociclismo:
- 2011: Campeón del Rally de Atacama.[2]
- 2012: Segundo lugar en Desafío Ruta 40 de Argentina.[4]

En cilindradas bajas:
- 2017: Campeón del Campeonato Chileno de Rally Cross Country en Bajas 300.[3]

## Resultados

### Rally Dakar
| Año     | Categoría | Vehículo | Posición | Etapas |
| ------- | --------- | -------- | -------- | ------ |
| 2011    | Motos     | Honda    | 15.º     | -      |
| 2012    | Motos     | Honda    | Ret.     | -      |
| 2013    | Motos     | Honda    | 12.º     | -      |
| 2014    | Motos     | Honda    | 8.º      | -      |
| 2015    | Motos     | Honda    | Ret.     | -      |
| 2016    | Motos     | Suzuki   | Ret.     | -      |
| Fuente: |           |          |          |        |